# Puerto de Gwadar
El Puerto de Gwadar ([gʷɑːd̪əɾ bənd̪əɾgɑː] en urdu: گوادر بندرگاہ) es un puerto de aguas profundas situado sobre el mar Arábigo en Gwadar, península homónima en la provincia pakistaní de Baluchistán. Gwadar se encuentra en el vértice del Mar de Arabia y en la boca del Golfo Pérsico. Aproximadamente a 460 km (290 millas) al oeste de Karachi, a 75 km (47 millas) al este de la frontera de Pakistán con Irán y 380 km (240 mi) km al noreste del punto más cercano en Omán a través del Mar de Arabia. Está situado en el lado este de la península natural con forma de cabeza de martillo que sobresale en el mar Arábigo desde la costa. Gwadar está situado cerca del estratégico Estrecho de Ormuz y sus rutas comerciales y petroleras marítimas muy activas. La región circundante alberga alrededor de dos tercios de las reservas mundiales de petróleo.